# Kraftwerk Asnæs
Das Kraftwerk Asnæs (dänisch Asnæsværket) ist ein mit Kohle und Holzhackschnitzeln befeuertes Kraftwerk in der Stadt Kalundborg, Kommune Kalundborg, Region Sjælland, Dänemark, das am Großen Belt liegt. Die installierte Leistung liegt mit Stand März 2023 bei 807 MW. Das Kraftwerk ist im Besitz von Ørsted und wird auch von Ørsted betrieben.

## Kraftwerksblöcke
Das Kraftwerk besteht gegenwärtig aus drei Blöcken, die in Betrieb sind; drei weitere Blöcke wurden bereits stillgelegt. Die folgende Tabelle gibt einen Überblick:
| Block | Max. Leistung (MW) | Betriebsbeginn | Turbine | Generator | Dampfkessel | Status           |
| ----- | ------------------ | -------------- | ------- | --------- | ----------- | ---------------- |
| 1     | 125                | 1959           | BBC     | BBC       | BWE, BPL    | stillgelegt 1998 |
| 2     | 142                | 1961           | BBC     | BBC       | BWE, BPL    |                  |
| 3     | 270                | 1967           | BBC     | BBC       | BWE, BPL    | stillgelegt 2002 |
| 4     | 270                | 1968           | BBC     | BBC       | BWE, BPL    | stillgelegt 2002 |
| 5     | 640                | 1981           | BBC     | BBC       | BWE, BPL    |                  |
| 6     | 25                 | 2019           |         |           | Valmet      |                  |

Die Blöcke 2 und 5 wurden 1991 (bzw. 2004) überholt; beim Block 5 wurde dabei eine Rauchgasentstickung (DeNOx) installiert.
Der Block 5 erzeugt 640 MW Strom und liefert zusätzlich 308 MW als Prozessdampf und für Fernwärme.
Der Block 6 erzeugt 25 MW Strom; darüber hinaus liefert er 66 MW Prozessdampf sowie 65 MW Fernwärme. Der Block 6 wird mit Holzhackschnitzeln befeuert.
Ørsted beabsichtigte, in allen seinen Kohlekraftwerken die Befeuerung mit Kohle ab 2023 gänzlich durch Biomasse zu ersetzen.